# Deckenfresko im Deutschen Pavillon des Dresdner Zwingers
Das Deckenfresko im Deutschen Pavillon des Dresdner Zwingers wurde im Jahre 1725 von Giovanni Antonio Pellegrini gemalt. Beim Brand von 1849 wurde das Fresko vernichtet.

## Beschreibung
Thema war die Darstellung „Die vier Erdteile“, deren Kunstschätze August sammelte. In der Mitte saß Apollo als Führer der Musen und Lichtbringer. Er war als Gegenstück zum Herkules im Marmorsaal gedacht. Die dargestellte Fama, verkündet mit einer Posaune den Ruhm des Herrschers, ebenso eine erhöht sitzende Saxonia. Nach George Knox huldigt das Deckengemälde, gegenüber den Fenstern, die Verdienste von August und der sächsischen Regierung. Im Vordergrund ist auf der linken Seite eine Allegorie der Kardinaltugenden mit einer Säule zu sehen, wodurch „Kraft, Pracht und Stärke“  symbolisiert wird. Daneben befindet sich eine Allegorie mit Spiegel, wodurch „Selbsterkenntnis, Klugheit und Wahrheit“  dargestellt wird.
Am linken Ende der Decke steht „Europa“  zusammen mit einer Allegorie der verschiedenen Künste, hier die der „Malerei“ stehend an einer Staffelei. „Malerei“ wird dabei durch die Allegorie der „Besonnenheit, Bescheidenheit und Mäßigung“ („Nobility“ (Gravity)|George Knox) beobachtet. Am rechten Ende der Decke befindet sich „Asien“. Über der Fensterwand befindet sich „Afrika“ rechts und „Amerika“ links.
An der Wand des Deutschen Pavillons zwischen dem Eingang zum Redoutensaal befanden sich Rundbogennischen, in die Pellegrini mythologische Szenen in einer Grisaille-Malerei setzte. George Knox beschreibt die acht Nischen der Wand, in denen jeweils zwei Figuren standen. Eine der beiden Figuren stellte ein Gott oder Göttin aus der Antike dar.

“The eight bays of the wall are treated in a manner that descends from the standing figures in niches of the golden room of the Mauritshuis, except that in view of the more monumental character of the ensemble, each scene has essentially two figures, one of them apparently a god or goddess of antiquity, although these are not always easy to decipher: the first includes “a river god”; the second “a young man holding a key”, the third “Magnanimity”, the fourth “Mercury”, the fifth “A woman holding twin babies”, the sixth “Venus at the forge of Vulcan”, the seventh “Appollo and a sleeping woman”, the eighth “Hercules and Minerva”.”

Deckenfresco Die vier Kontinente
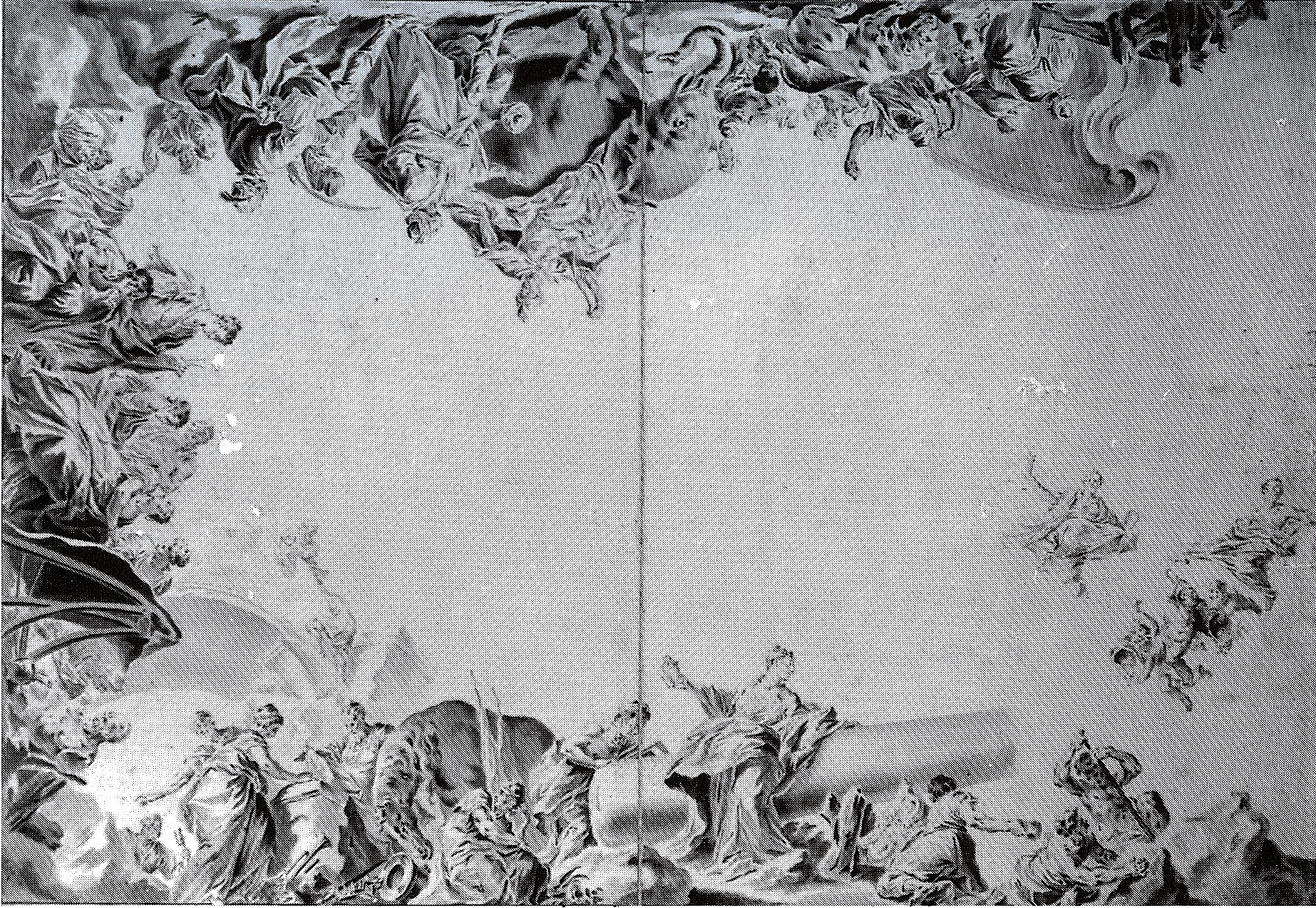
Deckenfresco „Die vier Kontinente“, linke Hälfte

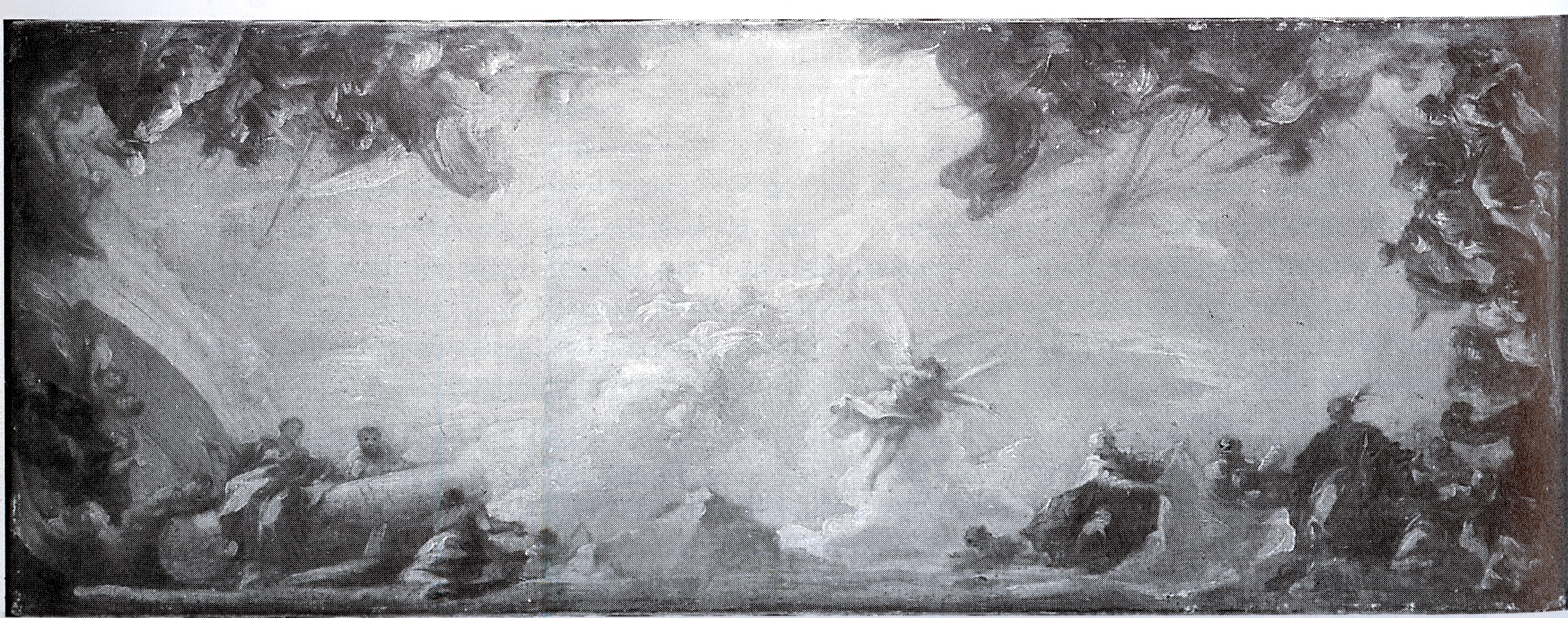
Gesamtansicht, Ölskizze

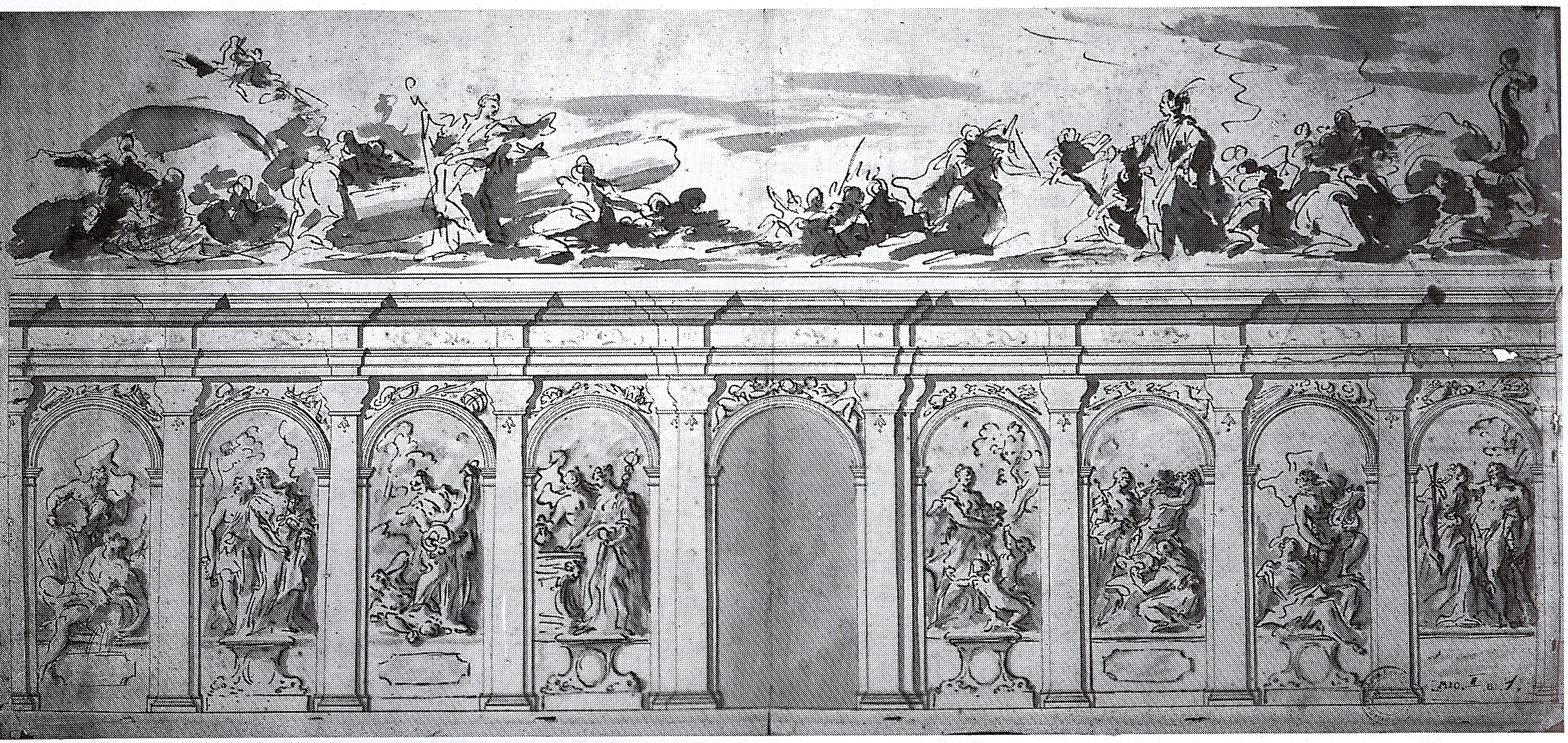
Rundbogennischen an der Wand des Deutschen Pavillons mit mythologische Szenen (Pellegrini)

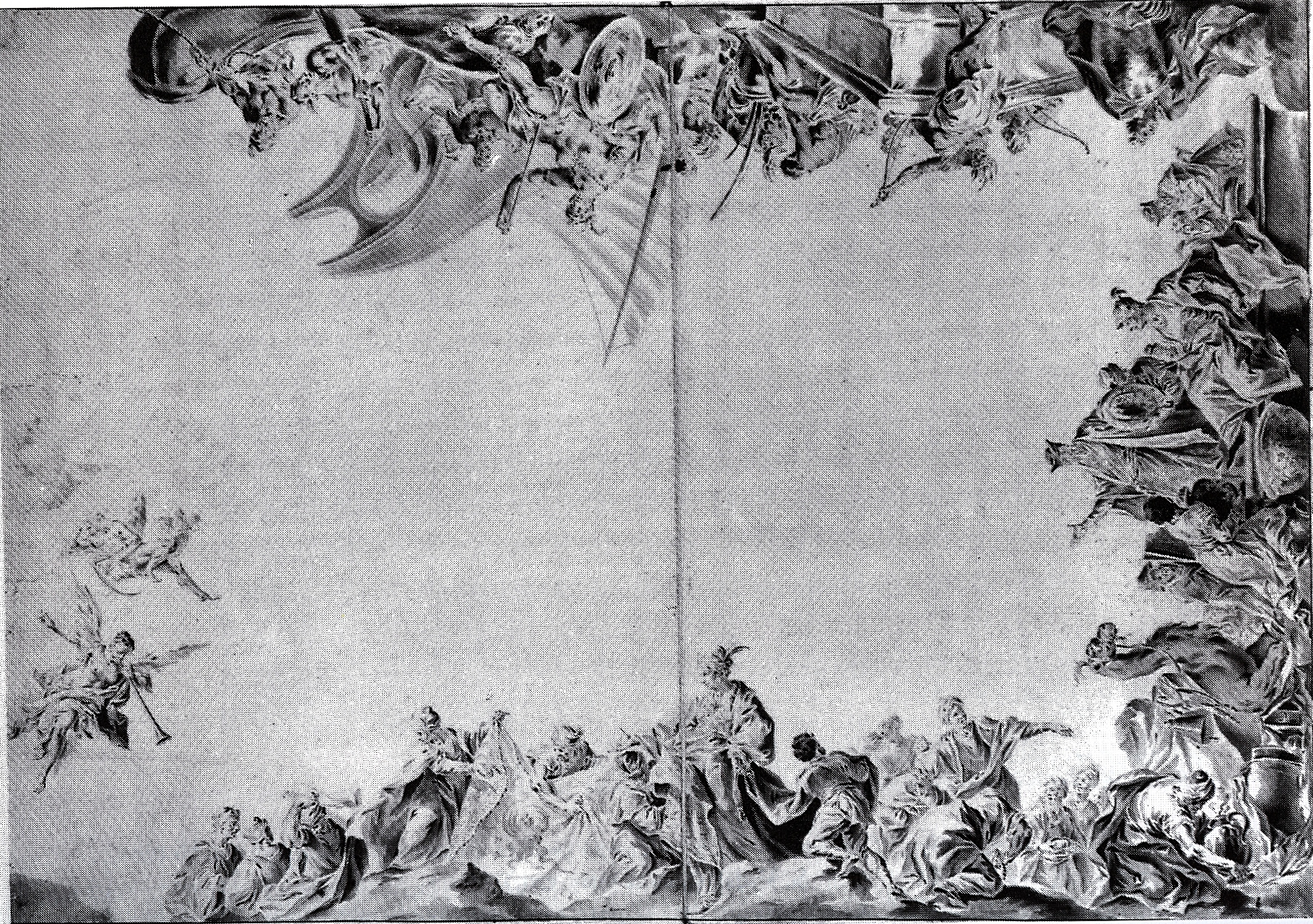
Deckenfresco „Die vier Kontinente“, rechte Hälfte

## Kunstgeschichtliche Bedeutung
Das Deckengemälde war laut George Knox der Prototyp für die späteren Arbeiten von Giovanni Battista Tiepolo:
- Deckengemälde Die vier Erdteile in der Residenz, Würzburg.
- Deckengemälde Der Lauf des Sonnenwagens im Palazzo Clerici, Mailand.
- Deckengemälde im Sommerpalast, St. Petersburg.

## Rezeption
Von diesen Arbeiten haben sich verschiedene Abbildungen erhalten. So eine in Dresden befindliche Zeichnung, die einen Entwurf für eine Wand und das darüberbefindliche Deckengemälde wiedergibt. Eine in Köln befindliche Entwurfsskizze in Öl zeigt ein Teil des Deckengemäldes. Auf einer bekannten, aber verschollenen Zeichnung sind auf zwei Teilen alle Details zu sehen.